# Atletismo nos Jogos Pan-Americanos de 2023 - Lançamento de disco masculino
A competição de lançamento de disco masculino do atletismo nos Jogos Pan-Americanos de 2023 foi disputada em 30 de outubro no Parque Deportivo Estadio Nacional, em Santiago, no Chile. No total, competiram 12 atletas de 8 Comitês Olímpicos Nacionais (CON).

## Calendário
Horário local (UTC-4).
| Data          | Horário | Fase  |
| ------------- | ------- | ----- |
| 30 de outubro | 19:30   | Final |

## Medalhistas
| Ouro   | CHI Lucas Nervi     |
| Prata  | COL Mauricio Ortega |
| Bronze | JAM Fedrick Dacres  |

## Recordes
Antes desta competição, os recordes mundiais e dos Jogos Pan-Americanos da prova eram os seguintes:
| Tipo                             | Atleta         | Marca   | Local          | Data                |
| -------------------------------- | -------------- | ------- | -------------- | ------------------- |
|                                  | Jürgen Schult  | 74,08 m | Neubrandenburg | 6 de junho de 1986  |
| Recorde dos Jogos Pan-Americanos | Fedrick Dacres | 67,68 m | Lima           | 6 de agosto de 2019 |

## Resultados

### Final
Estes foram os resultados:
| Pos. | Atleta                 | Nacionalidade                | #1    | #2    | #3    | #4    | #5    | #6    | Resultado | Notas                |
| ---- | ---------------------- | ---------------------------- | ----- | ----- | ----- | ----- | ----- | ----- | --------- | -------------------- |
| 01 ! | Lucas Nervi            | CHI Chile                    | 59.53 | x     | 63.39 | 61.45 | x     | x     | 63.39     | Recorde da temporada |
| 02 ! | Mauricio Ortega        | COL Colômbia                 | x     | 59.77 | 61.86 | 61.40 | 59.33 | 58.48 | 61.86     |                      |
| 03 ! | Fedrick Dacres         | JAM Jamaica                  | x     | 60.99 | 60.04 | 61.25 | 60.90 | x     | 61.25     |                      |
| 4    | Mario Alberto Díaz     | CUB Cuba                     | x     | 61.09 | 60.51 | 59.51 | 60.83 | 59.01 | 61.09     |                      |
| 5    | Joseph Brown           | USA Estados Unidos           | 60.14 | x     | x     | 59.35 | 57.07 | x     | 60.14     |                      |
| 6    | Kai Chang              | JAM Jamaica                  | 59.31 | 58.37 | 59.58 | 59.96 | x     | 59.65 | 59.96     |                      |
| 7    | Jorge Yadián Fernández | CUB Cuba                     | x     | 59.12 | 58.02 | x     | x     | x     | 59.12     |                      |
| 8    | Dallin Shurts          | USA Estados Unidos           | 56.66 | x     | x     | 57.00 | 56.35 | 58.69 | 57.00     |                      |
| 9    | Djimon Gumbs           | IVB Ilhas Virgens Britânicas | 53.76 | x     | 54.70 |       |       |       | 54.70     |                      |
| 10   | Alan de Falchi         | BRA Brasil                   | 53.72 | 53.14 | 54.34 |       |       |       | 54.34     |                      |
| –    | Claudio Romero         | CHI Chile                    | x     | x     | x     |       |       |       | NM        |                      |
| –    | Juan José Caicedo      | ECU Equador                  |       |       |       |       |       |       | DNS       |                      |

Legenda
| Recorde mundial                  | Recorde mundial (World record)               |                       | Recorde africano                      | Recorde africano (African) |                                           | Q | Classificado por posição (Qualified) |
| Recorde dos Jogos Pan-Americanos | Recorde pan-americano (Pan-American record)  | Recorde da América    | Recorde da América (Americas)         | q                          | Classificado por melhor tempo (Qualified) |   |                                      |
| Melhor marca do ano              | Melhor marca do ano (World leading)          | Recorde asiático      | Recorde asiático (Asian)              | DNS                        | Não largou (Did not start)                |   |                                      |
| Recorde nacional                 | Recorde nacional (National record)           | Recorde europeu       | Recorde europeu (European)            | DNF                        | Não terminou (Did not finish)             |   |                                      |
| Recorde pessoal                  | Recorde pessoal do atleta (Personal best)    | Recorde da Oceania    | Recorde da Oceania (Oceania)          | DSQ / DQ                   | Desclassificado (Disqualified)            |   |                                      |
| Recorde da temporada             | Recorde da temporada do atleta (Season best) | Recorde sul-americano | Recorde sul-americano (South America) | NM                         | Sem marca (No mark)                       |   |                                      |